# Oxford University AFC
Oxford University AFC is een Engelse voetbalclub uit Oxford die de gelijknamige universiteit vertegenwoordigt.
De club werd in 1872 opgericht en was in die tijd een grootmacht. In 1874 won de club de FA Cup door met 2-0 te winnen tegen de Royal Engineers. Tweeëntwintig OUAFC-spelers speelden ooit een interland voor het Engels voetbalelftal, onder wie drie die zelfs deelnamen aan de eerste door de FIFA erkende interland ooit.

## Erelijst
- FA Cup
  - Winnaar: 1874
  - Finalist: 1873, 1877, 1888